# Центральные тюркские языки
Центральные тюркские языки — условное название для гипотетической группы, объединяющей хакасские и карлукско-кыпчакские языки.
Содержательно эта группировка является результатом пересмотра концепции так называемых «сибирских» тюркских, согласно которой по меньшей мере хакасские, но, возможно, и горно-алтайские и древние языки рунических надписей родственны саянским и якутским.
Объединение предложено А. В. Дыбо.

## Состав
В первоначальном варианте (глоттохронологическое древо «по отредактированным спискам») центральные тюркские разделяются на сибирские и карлукско-кыпчакские, причем южно- и северноалтайские языки оказываются в составе сибирских, а киргизский в составе карлукско-кыпчакских. В последовавшем варианте центрально-восточные объединяются с остальными карлукско-кыпчакскими в противовес хакасским. Северноалтайские также могут выводиться за пределы карлукско-кыпчакских как второй по времени отделения таксон центральных тюркских.
В интерпретации М. Т. Дьячка «центральные» в расширенном варианте (включены огузские) фигурируют как западные.